# Rasmus Bøgh Wallin
Rasmus Bøgh Wallin (* 2. Januar 1996 in Hellerup) ist ein dänischer Radrennfahrer.

## Sportlicher Werdegang
Als Junior ohne nennenswerte Erfolge, wurde Wallin in der U23 Mitglied im dänischen UCI Continental Team Soigneur-Copenhagen Pro Cycling. Beim Kalmar Grand Prix 2016 erzielte er den ersten Erfolg bei einem UCI-Rennen. Nach einem Jahr wechselte er zum Team ColoQuick, für das er 2018 das Eintagesrennen Skive–Løbet gewann und eine Reihe weiterer Top-10-Platzierungen erreichte. Mit diesen Ergebnissen erhielt er zur Saison 2019 einen Vertrag beim damaligen UCI Professional Continental Team Riwal Readynez Cycling. Mit dem Sieg beim Scandinavian Race Uppsala konnte er im ersten Jahr einen weiteren Erfolg seinem Palmarès hinzufügen.
Bereits ein Jahr später verließ Wallin nach nur zwei Renntagen das Team, um in der Saison 2021 für das nationale Team CO:PLAY Giant zu fahren. Nach einem zweiten Platz bei Fyen Rundt, einem dritten Platz bei Skive–Løbet und dem Gewinn der Bergwertung bei der Dänemark-Rundfahrt kehrte er in der Saison 2022 zu einem UCI-Team zurück und wurde Mitglied bei Restaurant Suri-Carl Ras. Zunächst gewann er im August zum zweiten Mal das Scandinavian Race Uppsala, einen Monat später sicherte er sich mit zwei Tagesiegen auch die Gesamtwertung der Okolo Jižních Čech.  Auf der Bahn gewann er den nationalen Titel im Sprint. 2023 folgten vier Tageserfolge bei internationalen Rennen sowie weitere Siege bei Rennen des nationalen Kalenders.
Nach seinen Erfolgen in den beiden Vorjahren erhielt Wallin zur Saison 2024 einen Vertrag beim Team Uno-X Mobility, bei dem er in der ersten Saison ohne zählbaren Erfolg blieb.

## Erfolge
2016
- Kalmar Grand Prix

2017
- Skive–Løbet

2019
- Scandinavian Race Uppsala

2021
- Bergwertung Dänemark-Rundfahrt

2022
- Scandinavian Race Uppsala
- Gesamtwertung und zwei Etappen Okolo Jižních Čech
- Bergwertung Dänemark-Rundfahrt

2023
- eine Etappe South Aegean Tour
- Arno Wallaard Memorial
- Gesamtwertung, eine Etappe und Punktewertung Tour of Estonia
- Grote Prijs Rik Van Looy